# 郭秀英
郭秀英（英語：Kwok Sau-ying，1960年—），香港民主派人士，前香港黃大仙區議會龍下選區議員，前民協成員。

## 政治生涯
自2000年起，郭秀英就在龍下選區當選，至今未曾落敗。
2019年11月24日，郭秀英第6度參與區議會選舉，在龍下選區以4,394票，以逾2,000票差距，大勝僅得2,192票的創建力量鍾博文，成功連任。